# Cryptothylax
Cryptothylax es un género de anfibios de la familia Hyperoliidae que habita en los bosques húmedos del oeste de Camerún y de la República Democrática del Congo.

## Especies
Se reconocen dos especies según ASW:
- Cryptothylax greshoffii (Schilthuis, 1889).
- Cryptothylax minutus Laurent, 1976.